# 89/93: An Anthology
89/93: An Anthology – kompilacja zespołu Uncle Tupelo wydana w 2002 za pośrednictwem Sony Music.

## Spis utworów
1. No Depression — (A.P. Carter)
2. Screen Door — (Farrar, Tweedy, Heidorn)
3. Graveyard Shift — (Farrar, Tweedy, Heidorn)
4. Whiskey Bottle — (Farrar, Tweedy, Heidorn)
5. Outdone (1989 Demo)* — (Farrar, Tweedy, Heidorn)
6. I Got Drunk — (Farrar, Tweedy, Heidorn)
7. I Wanna Be Your Dog*— (The Stooges)
8. Gun — (Farrar, Tweedy, Heidorn)
9. Still Be Around — (Farrar, Tweedy, Heidorn)
10. Looking For A Way Out (Acoustic Version) — (Farrar, Tweedy, Heidorn)
11. Watch Me Fall — (Farrar, Tweedy, Heidorn)
12. Sauget Wind — (Farrar, Tweedy, Heidorn)
13. Black Eye — (Farrar, Tweedy)
14. Moonshiner
15. Fatal Wound — (Farrar, Tweedy)
16. Grindstone — (Farrar, Tweedy)
17. Effigy — (Fogerty)
18. The Long Cut — (Farrar, Tweedy)
19. Chickamauga — (Farrar, Tweedy)
20. New Madrid — (Farrar, Tweedy)
21. We've Been Had (Live) — (Farrar, Tweedy)

* oznacza wcześniej niewydane utwory